# Black Desert
Black Desert — відеогра жанру MMORPG від корейської студії PearlAbyss. Розробка гри почалася в 2010 році, після низки бета-тестів, вона була випущена у Південній Кореї в 2014 за моделлю free-to-play. Вихід фінальної версії на Заході відбувся на початку 2016 року за моделлю buy-to-play.
Особливістю Black Desert є можливість змінювати ігровий світ за принципом «пісочниці». На фестивалі відеоігор Gamescom Black Desert отримала нагороду «Найкраща MMORPG 2014».

## Ігровий процес

### Основи
Ігровий світ Black Desert відкритий та діє за принципом «пісочниці». Створення персонажів відбувається в унікальному генераторі персонажів, що володіє можливістю тонкої настройки кожного елемента тіла. Виконуючи отримані завдання, торгуючи та борючись з чудовиськами та іншими гравцями, гравець розвиває свого персонажа. Гравці можуть об'єднуватися у гільдії задля спільної вигоди, в тому числі оголошувати війни іншим гільдіям з метою заволодіти територіями. Гра має відкриті підземелля для проходження як групою, так і поодинці, при цьому не має інстансів (локацій, генерованих для кожного персонажа чи групи окремо). Тобто, гравець може зустріти там як друзів, так і противників з числа інших гравців, які перебувають в підземеллі у даний час. Black Desert передбачає масштабні баталії, які вимагають злагодженої командної роботи та стратегічних рішень. Система репутації впливає на ставлення до гравця інших гравців і внутрішньоігрових персонажів. Так персонажа з низькою (поганою) репутацією проганятиме міська сторожа, а в разі смерті він втрачатиме значну частку отриманого досвіду та предмети з інвентарю.
У грі передбачені кліматичні зони, для комфортного перебування в яких знадобиться відповідний одяг. Реалізована система динамічної погоди, не прив'язана до певної локації (наприклад, циклони переміщаються по карті); в кожному регіоні існують свої унікальні погодні умови, такі як шторм, сніг, дощ, тайфун та ін. Також наявна повноцінна зміна часу доби. Нерухомість в Black Desert має свій власний фізичний простір. За словами розробників, світ Black Desert приблизно в два рази більший, ніж світ World of Warcraft. Персонажі взаємодіють з навколишнім середовищем за реалістичними законами фізики, наприклад, піддаються інерції.
Телепортів і порталів у світі Black Desert не передбачено, всі переміщення по ігровому світу здійснюються за допомогою вихованців (віслюків, коней, верблюдів, слонів) і, в окремих випадках, кораблів.
Кожен сервер гри розрахований на 12000 гравців. Спеціальна система на базі GameNet не допускає використання трейнерів, ботів, чи інших способів порушення правил гри. Розробники обіцяють ввести спеціальні мірі покарання порушників, відповідно до рівня їхнього порушення.
Гра має режим оператора, який дозволяє створювати знімки екрана з використанням управління камерою та накладання фотофільтрів.

### Класи персонажів
На 2019 рік у грі реалізовано 15 ігрових класів: Воїн; Лучниця; Чаклунка; Варвар; Містик; Майстер Меча (раніше Ронін); Валькірія; Чарівник / Чарівниця; Маєва; Куноїчі; Ніндзя; Темний лицар; Страйкер; Фурія; Лан.
Кожен клас має прив'язку до раси та статі і має індивідуальне дерево навичок. У кожного класу є унікальний тип енергії, що витрачається при використанні навичок. Допоміжні класи (такі, як бафери і лікарі) розробники вводити не планують; частково цими навичками будуть наділені інші ігрові класи. Також немає поділу класів на професії.

### Система бою
Бої відбуваються за системою Non-target action з активним блоком, можливістю ухилятися, і системою комбінацій ударів, більшість навичок прив'язані до клавіш клавіатури. На використання стрибків, ухилів і блоків витрачається запас витривалості. У кожного класу є унікальний тип енергії, споживаний при використанні навичок.
Міста і селища є мирними зонами, де бої заборонені. Всі інші території доступні для битв PvP (гравець проти гравця). PvP стають доступним по досягненню 40-го рівня (35-го в разі виконання певного завдання). Якщо гравець уб'є іншого гравця, який не бажає з ним битися, то отримає штраф у вигляді зниження репутації.

### Системні вимоги
- Мінімальні системні вимоги: Windows 7, відеокарта рівня GeForce GTS 250/ GeForce 9800 GTX, Radeon HD 3870 X2, процесор Intel Core i3, 4Gb оперативної пам'яті.
- Гра підтримує ґеймпад

## Світ гри
Події Black Desert розгортаються у вигаданому світі, виконаному в антуражі переходу від Середньовіччя до епохи Відродження, де триває боротьба за магічні Чорні камені. Родовища Чорних каменів розташовані в Чорній пустелі у центрі Великого континенту. За Чорні камені борються дві основні сили: матеріалістична республіка Кальфеон на Заході та теократичне королівство Валенсія на Сході. Валенсія прагне відродити свою цивілізацію з руїн за допомогою Чорних каменів. Кальфеонці ж прагнуть володіти Чорними каменями лише заради збільшення свого впливу.
Валенсія утворена вихідцями з Чорної пустелі, котрі колись втратили свою батьківщину, якою був міфічний континент Селенаера, в ході Великої пожежі. Після сторіч блукань вони осіли в оазі на сході Великого континенту, де заснували місто, а потім і королівство Валенсія. Саме у Валенсії було винайдено письмо, календар, та алхімія, зокрема мистецтво використання Чорних каменів.
Республіка Кальфеон завжди більшою мірою покладалася на військову міць і торгівлю. Після раптового нападу на головні торгові пости з використанням магії Чорних каменів правитель Кальфеона лорд Еддрік сформував військовий альянс. Він намірився виконати свій давній план із захоплення Валенсії, скориставшись нападом на торговців як слушним приводом.
Проте в ході війни з'ясувалося, що Чорні камені небезпечні. Найбільший камінь, створений з менших магом Сіраджем, затьмарював розум людей. Він погубив Сіраджа та мало не вбив Еддріка, наділивши його магічними силами і спотворивши вигляд.

## Історія розробки
Студія Pearl Abyss була заснована у вересні 2010 року, після чого стартувала і робота над Black Desert. Для Black Desert було розроблено власний рушій аби повною мірою реалізувати задумані можливості. Персонажі гри базувалися на реальних історичних особах та персонажах масової культури. У жовтні 2013 року почався перший етап корейського закритого бета-тестування (ЗБТ), а в квітні 2014 року — другий етап. Останній, третій етап ЗБТ розпочався у вересні 2014 року, після чого 17 грудня 2014 року відбувся старт корейського відкритого бета-тестування (ВБТ). На кінець 2014 року гра вийшла на корейський ігровий ринок.
З 16 травня 2015 року почалося відкрите бета-тестування в Японії, а з 12 жовтня 2015 року — в Росії. На стадії розробки перебувають англомовний та російськомовний ігрові клієнти.